# Alingsås FC
Der Alingsås FC ist ein schwedischer Frauenfußballverein aus Alingsås. Die 2017 gegründete Frauschaft tritt seit 2020 in der zweitklassigen Elitettan an.

## Geschichte
Der Alingsås FC gründete sich im Herbst 2017, als sich die Frauschaft des Holmalunds IF vom Klub löste, und nahm seit der folgenden Spielzeit am Spielbetrieb teil. Mit dem zu den führenden Bauunternehmen in Schweden gehörenden Serneke gewann der neu gegründete Klub direkt im November 2017 einen bedeutenden Sponsor. In der drittklassigen Division 1 Norra Götaland erreichte die Frauschaft im zweiten Jahr ihres Bestehens die Meisterschaft und setzte sich in den Aufstiegsspielen zur Elitettan mit einem 2:0-Auswärtserfolg und einem 0:0-Remis im Rückspiel gegen Älvsjö AIK durch. Dort etablierte sie sich im mittleren Tabellenbereich.